# Château du Haut-Village
 (mars 2015).
Le château du Haut-Village est un monument historique situé à Stotzheim, dans le département français du Bas-Rhin.

## Localisation
Ce bâtiment est situé au 11, rue du Haut-Village à Stotzheim.

## Historique
L'édifice fait l'objet d'une inscription au titre des monuments historiques depuis 1986.